# Tyler Dorsey
Tyler Quincy Dorsey (in greco Τάιλερ Κουίνσυ Ντόρσεϋ?; Pasadena, 18 febbraio 1996) è un cestista statunitense naturalizzato greco.

## Biografia
Ha sia la cittadinanza statunitense sia quella greca in quanto nacque nel 1996 da padre statunitense e madre di origini greche (da parte di padre) e israeliane (da parte di madre).

## Carriera
Nel 2015 andò a giocare negli Oregon Ducks.
Dopo essersi reso eleggibile al Draft NBA 2016, si ritirò alla dead-line per confermare la partecipazione o meno al Draft.
L'11 aprile 2017, dopo un ottimo mese di marzo, si dichiarò eleggibile per il Draft NBA 2017.

### Atlanta Hawks
Il 23 giugno 2017 venne selezionato al secondo giro alla 41ª scelta dagli Atlanta Hawks.

### Memphis Grizzlies
Il 7 febbraio 2019 venne ceduto via trade ai Memphis Grizzlies dove ritrovò Dillon Brooks, suo compagno ai tempi degli Oregon Ducks.

### Nazionale
Nonostante fosse stato invitato dalla nazionale under-18 degli Stati Uniti nell'estate 2014 a un camp in prova, un anno dopo andò ad allenarsi con l'under-19 greca, con cui poi partecipò al Mondiale di categoria, in cui tenne di media 15,9 punti e 5,0 rimbalzi a partita, tanto che venne inserito nel miglior quintetto della competizione; la Nazionale ellenica, dopo essere arrivata prima nel suo girone, agli ottavi batté in modo schiacciante la Tunisia per 100-48, la Spagna ai quarti per 70-95, per poi perdere le semifinali con gli Stati Uniti (futuri vincitori della competizione) seppur con grande dignità per 82-76, con una grande prestazione di Dorsey che mise a segno 23 punti, risultando essere il top scorer della squadra. A quel punto gli ellenici andarono a giocare la finale 3º-4º posto contro la Turchia che poi persero per 80-71.
Dopo essere stato tra i preconvocati per il preolimpico di Torino 2016 (torneo di qualificazione alle Olimpiadi di Rio 2016), anche se fu tagliato prima dell'inizio del torneo, non figurando così nella rosa dei 12 finali.
Il 18 luglio 2019 viene estromesso dalla selezione che avrebbe partecipato a Euro 2017 per un infortunio alla caviglia.
Il 25 luglio 2019 viene escluso dalla rosa dei partecipanti ai Mondiali in Cina.

## Statistiche

### NCAA
| Anno      | Squadra      | PG | PT | MP   | TC%  | 3P%  | TL%  | RP  | AP  | PRP | SP  | PP   |
| --------- | ------------ | -- | -- | ---- | ---- | ---- | ---- | --- | --- | --- | --- | ---- |
| 2015-2016 | Oregon Ducks | 36 | 36 | 30,1 | 44,1 | 40,6 | 71,2 | 4,3 | 2,0 | 0,8 | 0,2 | 13,4 |
| 2016-2017 | Oregon Ducks | 39 | 39 | 30,0 | 46,7 | 42,3 | 75,5 | 3,5 | 1,7 | 0,8 | 0,1 | 14,6 |
| Carriera  | Carriera     | 75 | 75 | 30,0 | 45,5 | 41,6 | 73,2 | 3,9 | 1,8 | 0,8 | 0,1 | 14,1 |

#### Massimi in carriera
- Massimo di punti: 29 vs Savannah State (3 dicembre 2016)[21]
- Massimo di rimbalzi: 9 (3 volte)
- Massimo di assist: 6 vs California-Berkeley (19 gennaio 2017)
- Massimo di palle rubate: 3 (2 volte)
- Massimo di stoppate: 2 vs Stanford (21 gennaio 2017)
- Massimo di minuti giocati: 38 (2 volte)

### NBA

#### Regular Season
| Anno      | Squadra           | PG  | PT | MP   | TC%  | 3P%  | TL%  | RP  | AP  | PRP | SP  | PP  |
| --------- | ----------------- | --- | -- | ---- | ---- | ---- | ---- | --- | --- | --- | --- | --- |
| 2017-2018 | Atlanta Hawks     | 56  | 5  | 17,4 | 37,7 | 36,2 | 71,4 | 2,3 | 1,4 | 0,3 | 0,1 | 7,2 |
| 2018-2019 | Atlanta Hawks     | 27  | 0  | 9,3  | 36,0 | 25,6 | 61,5 | 1,6 | 0,6 | 0,3 | 0,0 | 3,3 |
| 2018-2019 | Memphis Grizzlies | 21  | 11 | 21,3 | 42,9 | 36,6 | 62,9 | 3,3 | 1,9 | 0,3 | 0,0 | 9,8 |
| 2022-2023 | Dallas Mavericks  | 3   | 0  | 2,7  | 80,0 | 50,0 | -    | 0,7 | 0,0 | 0,0 | 0,0 | 3,0 |
| Carriera  | Carriera          | 107 | 16 | 15,7 | 39,2 | 35,1 | 66,9 | 2,3 | 1,3 | 0,3 | 0,1 | 6,6 |

#### Massimi in carriera
- Massimo di punti: 29 vs Orlando Magic (22 marzo 2019)[22]
- Massimo di rimbalzi: 9 vs Dallas Mavericks (5 aprile 2019)
- Massimo di assist: 9 vs Orlando Magic (22 marzo 2019)
- Massimo di palle rubate: 2 (3 volte)
- Massimo di stoppate: 1 (7 volte)
- Massimo di minuti giocati: 43 vs Orlando Magic (22 marzo 2019)

### Eurolega
| Anno      | Squadra          | PG  | PT | MP   | TC%  | 3P%  | TL%  | RP  | AP  | PRP | SP  | PP   |
| --------- | ---------------- | --- | -- | ---- | ---- | ---- | ---- | --- | --- | --- | --- | ---- |
| 2019-2020 | Maccabi Tel Aviv | 28  | 1  | 18,9 | 38,5 | 38,9 | 68,3 | 2,4 | 1,5 | 1,0 | 0,1 | 9,9  |
| 2020-2021 | Maccabi Tel Aviv | 34  | 4  | 21,9 | 43,1 | 39,4 | 78,8 | 2,7 | 1,6 | 0,6 | 0,1 | 11,2 |
| 2021-2022 | Olympiakos       | 38  | 38 | 24,2 | 44,3 | 37,4 | 78,1 | 2,3 | 2,0 | 0,5 | 0,1 | 12,8 |
| 2022-2023 | Fenerbahçe       | 13  | 8  | 21,4 | 39,2 | 32,7 | 77,4 | 1,5 | 1,5 | 0,4 | 0,0 | 9,0  |
| 2023-2024 | Fenerbahçe       | 38  | 16 | 17,6 | 44,1 | 45,4 | 83,1 | 1,8 | 1,2 | 0,2 | 0,1 | 8,7  |
| Carriera  | Carriera         | 151 | 67 | 20,8 | 42,5 | 39,4 | 77,4 | 2,2 | 1,6 | 0,5 | 0,1 | 10,5 |

## Palmarès

### Squadra
- Campionato israeliano: 2

Maccabi Tel Aviv: 2019-2020, 2020-2021
- Campionato greco: 2

Olympiakos: 2021-2022, 2024-2025
- Campionato turco: 1

Fenerbahçe: 2023-2024
- Coppa di Israele: 1

Maccabi Tel Aviv: 2020-2021
- Coppa di Grecia: 1

Olympiakos: 2021-2022
- Coppa di Turchia: 1

Fenerbahçe: 2024
- Coppa di Lega israeliana: 1

Maccabi Tel Aviv: 2020
- Supercoppa greca: 1

Olympiakos: 2024

### Individuale
- MVP Coppa di Grecia: 1

Olympiakos: 2021-22